# Сетевой шлюз

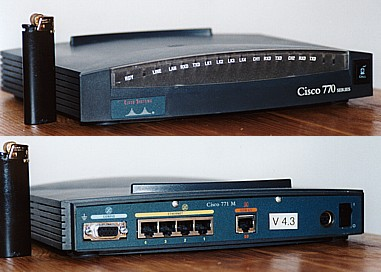
Сетевой шлюз со встроенным коммутатором. Вид спереди (вверху) и сзади (внизу)

Сетевой шлюз (англ. Gateway) — аппаратный маршрутизатор или программное обеспечение для сопряжения компьютерных сетей, использующих разные протоколы (например, локальной и глобальной).
Сетевой шлюз (Network Gateway)
Сетевой шлюз — это устройство или программное обеспечение, которое обеспечивает взаимодействие между сетями, использующими разные протоколы передачи данных или разные типы физических сред.  
Основные функции шлюза:
1. Конвертация протоколов – преобразует данные из одного формата (например, IPX/SPX) в другой (TCP/IP).  
2. Соединение разнородных сетей – например, локальной сети (LAN) с интернетом (WAN) или VoIP-трафика с традиционной телефонией.  
3. Маршрутизация – хотя шлюз может выполнять функции роутера, его главная задача не просто передавать пакеты, а именно **адаптировать их** для другой сети.  
Примеры сетевых шлюзов: 
- Маршрутизатор (роутер) с функцией шлюза – например, домашний роутер, соединяющий LAN и WAN (интернет).  
- Аппаратный межсетевой экран (брандмауэр) – часто включает функции шлюза для фильтрации трафика между сетями.  
- VoIP-шлюз – преобразует цифровой голосовой трафик в аналоговый сигнал для обычных телефонов.  
Особенности работы шлюзов:
- Медленнее, чем роутеры/коммутаторы – из-за необходимости преобразования данных.  
- Могут быть аппаратными или программными – например, шлюз на базе сервера с ПО (Windows/Linux) или специализированное устройство (Cisco ASA).  
- Часто совмещают с прокси и фаерволом – особенно в корпоративных сетях для безопасности.  
DHCP и автоматическая настройка
Многие шлюзы используют **DHCP (Dynamic Host Configuration Protocol)** для автоматической выдачи IP-адресов устройствам в локальной сети. Это упрощает подключение новых устройств без ручной настройки.  
Шлюз в интернете
В глобальной сети:  
- Хосты – это конечные устройства (компьютеры, серверы), которые обмениваются данными.  
- Шлюзы– это узлы, соединяющие разные сети (например, ISP-шлюз провайдера).